# 朱艳梅
朱艳梅（1986年10月16日—）是中国女子田径长跑运动员，她代表中國参加了2008年夏季奥林匹克运动会的3,000米障碍赛跑。她也参加了2007年世界田径锦标赛。

## 个人最佳
- 2008年中国公开赛——3000米障碍赛跑第一名

## 外部連結
- 朱艳梅在的頁面
- http://2008teamchina.olympic.cn/index.php/personview/personsen/1968 （页面存档备份，存于）